# Réserve naturelle régionale des étangs du petit et du grand Loc'h
La réserve naturelle régionale des étangs du Petit et du Grand Loc'h (RNR197) est une réserve naturelle régionale située en Bretagne. Classée en 2008, elle occupe une surface de 118 ha et protège un étang et des milieux humides d'eau douce proches du littoral.

## Localisation

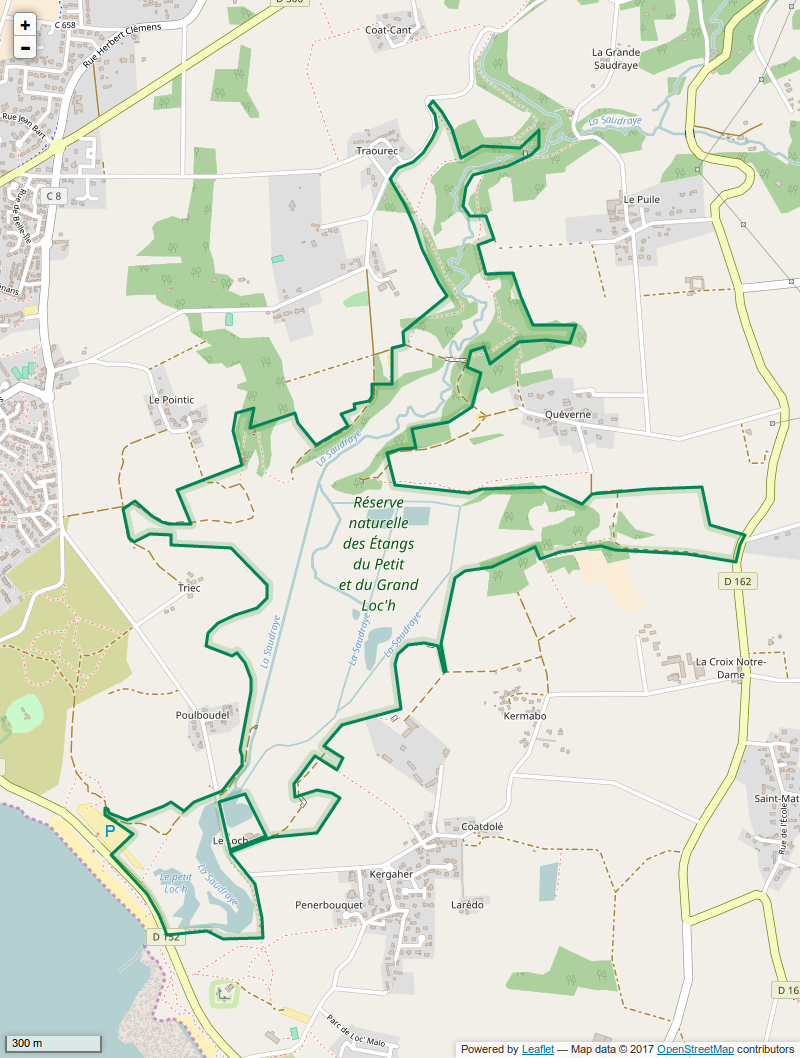
Périmètre de la réserve naturelle.

Le territoire de la réserve est situé dans le département du Morbihan, sur la commune de Guidel à 10 kilomètres à l’ouest de Lorient. Étalé sur un peu plus de 3 km à proximité immédiate du littoral, il comprend l'étang du Petit Loc'h au sud et les anciens polders du Grand Loc'h au nord. L'étang est relié à la mer par une vanne à clapet qui laisse s'écouler les eaux douces et empêche la remontée des eaux salées.

## Histoire du site et de la réserve
Le site était autrefois un ancien bras de mer (ria) dont la ligne de rivage est encore visible au nord du Grand Loc'h. Le polder du Grand Loc'h a été mis en place à partir de 1884. 

## Écologie (biodiversité, intérêt écopaysager…)
On trouve sur le Grand Loc'h des mares et des prairies inondables longées par le ruisseau de la Saudraye. Le Petit Loc'h constitue un plan d'eau peu profond. Parmi les habitats, les plus remarquables sont les dépressions intra-dunales et les mégaphorbiaies. L'intérêt du site provient également de son rôle de halte migratoire et d'abri pour les oiseaux hivernants.

### Flore
La flore compte des plantes typiques des milieux humides ainsi que des espèces comme la Glycérie à épillets, le Potamot de Berchtold, l'Orchis à fleurs lâches, l'Orchis bouffon ou l'Épipactis des marais.
On trouve également en bordure sud du site la Potentille du printemps, l'Astéroline étoilée et la Linaire des sables.

### Faune
La faune du site compte pour les mammifères la Loutre d'Europe, le Blaireau ainsi que 8 espèces de chauves-souris. L'avifaune compte 147 espèces dont les limicoles représentent la majorité : Huîtrier pie, Courlis cendré et corlieu, Avocette élégante, Barges rousse et à queue noire, Chevaliers gambette, arlequin, aboyeur, combattant, culblanc, guignette et sylvain, Bécasseaux cocorli, maubèche, minute et variable, Grand et Petit gravelot, Bécassines sourde et des marais. On trouve également des oiseaux marins : sternes, mouettes, goélands, etc.
Pour les insectes, on note la présence de l'Agrion de Mercure et du Sphinx de l'épilobe. Les reptiles sont représentés par la Couleuvre à collier, l'Orvet, le Lézard des murailles et le Lézard vert.

## Intérêt touristique et pédagogique
L'accès au Petit Loc'h est facile depuis la route côtière.

## Administration, plan de gestion, règlement
La réserve naturelle est gérée par la Fédération départementale des chasseurs du Morbihan.

### Outils et statut juridique
La réserve naturelle a été créée par une délibération du conseil régional du 20 décembre 2008.